# David Arora
David Arora (23 de outubro de 1952) é um micologista, naturalista e escritor norte-americano, autor de dois livros populares sobre a identificação de cogumelos: Mushrooms Demystified e All That the Rain Promises and More....
Além de seus guias de campo, ele tem escrito vários artigos sobre a coleta amadora e comercial cogumelos, o seu papel no desenvolvimento econômico das comunidades rurais e os conflitos relacionados à conservação em questões relacionadas com a caça de cogumelos.